# Sân bay Buluh Tumbang
Sân bay Buluh Tumbang hay Sân bay H.A.S. Hanandjoeddin (IATA: TJQ, ICAO: WIOD, trước đây là WIKD) là một sân bay ở Tanjung Pandan, Bangka-Belitung, Indonesia. Sân bay này có một đường băng bề mặt nhựa đường.

## Các hãng hàng không và các tuyến điểm
- Batavia Air (Jakarta)
- Sriwijaya Air (Jakarta)[3]